# Kuszu pekcsei király
Kuszu (Gusu), más néven Küszu (Gwisu) (? – 234) az ókori Pekcse (Baekje) állam hatodik királya volt.

## Élete
A Szamguk szagi (Samguk sagi) szerint magassága elérte a két métert és termetes, erős ember volt. Nevének jelentése „eltorzult fej”. A leírások szerint a királynak bozontos szakálla volt. Kuszu (Gusu) Sillával és a malgalokkal is hadakozott, Silla ellen hatalmas vereséget szenvedett 224-ben, így egészen a haláláig nem vívott az ország újabb háborút ellenük. Uralkodása alatt számos természeti katasztrófa sújtotta az országot, áradások és aszály, valamint jégverés. 220-ban a palota nyugati kapujánál tűzvész tombolt. A katasztrófákat kihasználva a malgal törzsek többször is megtámadták az országot.
A trónon fia, Szaban (Saban) követte.